# 玉壺井碑刻
玉壶井碑刻位于中华人民共和国四川省宜宾市筠连县玉壶公园内，主要包括曾省斋钓游纪念碑及周边石刻景观。该碑刻建于1941年（民国30年），以纪念辛亥革命时期的革命志士曾省斋，并因其独特的历史文化价值及水文地质背景成为筠连县的重要地标。玉壶井碑刻于2007年6月1日公布为第七批四川省文物保护单位。

## 碑刻结构
曾省斋钓游纪念碑位于玉壶井中央，基座高1.5米，呈锥形，边长0.9至0.69米；碑身高3.5米，呈六边形，每边长0.65米，六面均刻有“曾省斋先生钓游处”字样，碑文分别由戴传贤（时任考试院院长）、于右任（监察院院长）、张群（四川省主席）、居正（立法院院长）、吴稚晖（国民党中央委员）、谢无量（四川大书法家）等民国时期政要及书法名家题写。
碑北侧2米处另有一副碑，记载曾省斋的革命事迹，碑文由四川大学文学系主任李植撰写，戴传贤题写。